# يوتسوبا &!
يوتسوبا &! (باليابانية: よつばと!)هي سلسلة يابانية مانجا كتبها ورسمها كيوهيكو أزوما مبتكر أزومانجا دايوه. نشرها آسكي ميديا وركس في مارس 2003 في مجلة دينجيكي دايوه الشهرية. تصور المغامرات اليومية لفتاة صغيرة تدعى يوتسوبا وهي تتعرف على العالم من حولها، مسترشدة بوالدها بالتبني وجيرانهم وأصدقائهم. عرضت العديد من الشخصيات في يوتسوبا &! سابقًا في مانجا ون شوت بعنوان جرّب! جرّب! جرّب!.
وزعت المانغا باللغة الإنجليزية ADV Manga في خمسة مجلدات بين عامي 2005 و2007. كان من المفترض أن المجلد السادس في الأصل في فبراير 2008، ولكن أُجل إلى أجل غير مسمى. أعلنت Yen Press في نيويورك كوميك كون في 2009 أنها حصلت على ترخيص لنشر السلسلة فس أمريكا الشمالية للسلسلة؛ أعادت طباعة المجلدات الخمسة الأولى مع ترجمات جديدة إلى جانب المجلد السادس في سبتمبر 2009، واستمرت في المجلدات اللاحقة.
أظهرت المانجا مرارًا استحسان النقاد والجماهير بسبب موهبة أزوما الفنية، وكتابتها، وتطوير الشخصية الفخرية، مع حصول المانجا على العديد من الجوائز والترشيحات.